# British Science Association
British Science Association, förkortad BSA, tidigare British Association for the Advancement of Science eller the BA, ofta bara kallad British Association, är ett brittiskt akademiskt sällskap, grundat 1831, med föremål att stödja naturvetenskaperna, rikta den allmänna uppmärksamheten på naturvetenskapliga frågor och underlätta samarbetet mellan naturvetare. Dess ungdomsorganisation är British Association of Young Scientists.

## Historia
Sällskapet bildades som British Association for the Advancement of Science i York den 27 september 1831 med den tyska Gesellschaft Deutscher Naturforscher und Ärzte som förebild.  Pådrivande (och den som betraktas som huvudsaklig grundare) var William Vernon Harcourt som följde ett förslag av den med Royal Society, vilket han uppfattade som alltför elitistiskt och konservativt, missnöjde David Brewster. Det första mötet, som hölls i Yorkshire Museum med Charles Wentworth-Fitzwilliam, viscount Milton, ordförande i Yorkshire Philosophical Society, som mötesordförande, samlande uppemot "trehundra gentlemen".
Därefter hölls ett möte årligen på en plats som valts vid föregående möte (exempelvis hölls det andra mötet i Oxford med William Buckland som mötesordförande). Sällskapet hade inledningsvis fyra avdelningar: fysik (inklusive matematik och mekanik), kemi (inklusive mineralogi), geologi (inklusive geografi) och naturhistoria.
En av de mest berömda händelserna i sällskapets historia var ordväxlingen mellan Thomas Henry Huxley och biskopen Samuel Wilberforce vid mötet i Oxford 1860. Bland noterbara upptäckter som presenterats vid sällskapets möten märks Joules termodynamiska experiment på 1840-talet, Bessemerprocessen 1856, den först upptäckta ädelgasen (argon) av Rayleigh och Ramsay 1894, den första trådlösa överföringen av radiovågor av Oliver Lodge 1894 och J.J. Thomsons upptäckt av elektronen 1899. Betydelse för vetenskapsutvecklingen hade kanske också att sällskapet motsatte sig konstruktionen av Charles Babbages analysmaskin.
Sällskapet (och speciellt dess möte 1837) parodierades av Charles Dickens i Mudfog Papers (1837–38) som "The Mudfog Society for the Advancement of Everything".
Sällskapet är nu en registrerad välgörenhetsorganisation ("registered charity") och bytte år 2009 namn till Bristish Science Association. Det omfattar numera 16 sektioner (bland dem även "mjuka vetenskaper" som sociologi och psykologi) och har ett trettiotal lokalavdelningar. Dess årliga möte har nu "ersatts" av British Science Festival som "innefattar 'vetenskapen möter konst/komedi/teater' och aktiviteter för skolor, familjer och allmänheten".

### Videoklipp
- British Science Associations kanal på YouTube